# Кирил Тимчев
Кирил Георгиев Тимчев е български политик, кмет на Горна Джумая от 30 септември 1927 година до 1932 година.

## Биография
Роден е в Горни Порой. В 1913 година завършва с последния двадесет и седми випуск Солунската българска мъжка гимназия. Емигрира в България. Участва в Първата световна война като запасен подпоручик в 17-ти артилерийски полк. Кирил Тимчев е кмет на Горна Джумая от 1927 до 1932 година. Негов помощник-кмет от 1929 година е войводата на Вътрешната македонска революционна организация Ичко Бойчев. Той е сред инициаторите на написването на първата книга свързана с историята на града, озаглавена „Град Горна Джумая. Минало и днес“ от Васил Шарков. По време на неговия мандат през декември 1928 година се завършва електрификацията на града. Закупеният генератор по времето на мандата на Васил Мечкуевски е продаден на търг и с него е закупена пожарогасителна помпа „Фиат“. Открит е нов киносалон с прожекционен апарат „Цайс“ с електромотор, а през 1930 година се създава археологическа сбирка на града.